# Close Assault
Close Assault est un jeu vidéo de type wargame conçu par Gary Bedrosian, développé par National Microcomputer Associates et publié par Avalon Hill en 1983 sur Apple II, Atari 8-bit et TRS-80. Le jeu simule des combats d’infanterie à l'échelle tactique pendant la Seconde Guerre mondiale. Le jeu, décrit comme un « wargame assisté par ordinateur », ne propose pas de graphismes et repose uniquement sur une interface en ligne de commande combinée avec un plateau de jeu et des pions inclus dans son packaging. Le jeu peut opposer deux joueurs ou un joueur et l’ordinateur. À sa sortie, il est souvent comparé au jeu de plateau Squad Leader, du même éditeur, la presse spécialisée le décrivant souvent comme une version simplifiée de ce dernier,.

## Système de jeu
Close Assault est un wargame qui simule, à l’échelle tactique, des combats d’infanterie pendant la Seconde  Guerre mondiale. Plutôt que comme un jeu vidéo, il peut être décrit comme un jeu assisté par ordinateur. Il ne propose en effet pas d’affichage graphique et le joueur doit déplacer des pions sur un plateau de jeu (inclut dans le packaging) puis entrer leurs mouvements dans le programme, par l’intermédiaire d’une interface en ligne de commande, qui renvoie ensuite les informations sur leurs résultats. Il peut se jouer seul contre l’ordinateur, qui peut contrôler n’importe quel camp, ou contre un autre joueur sur le même ordinateur. Ce dernier cas nécessite cependant deux  ensembles de pions et de plateau, alors qu’un seul est fourni avec le jeu. Il propose deux scénarios différents, qui peuvent être joués avec différentes combinaisons de nationalités. Il permet en plus de créer des scénarios personnalisé. 
Dans Close Assault, le joueur incarne un chef d’escouade. A ce titre, son personnage prend part au combat et peut être tué ou grièvement blessé. Dans ce cas, l’ordinateur prend alors la relève du joueur et commande son camp jusqu’à la fin de la partie. Les escouades de trois nations – Union soviétique, Allemagne et États-Unis – sont représentées dans le jeu. Celles-ci sont notées suivant leurs caractéristiques historiques en termes de puissance de feu, de portée et de moral. De leur côté, les chefs d’escouade sont caractérisés par leur moral et par leur leadership. Au cours de la partie, le programme détermine le champ de vision des unités, c’est-à-dire ce que chaque escouade est capable de voir en fonction de sa position. Pour cela, il prend notamment en compte l’élévation du terrain, les forêts, les champs, les bâtiments et la fumée qui peut obstruer la vision d’une case à une autre. A son tour, le joueur peut ordonner à ses escouades de se déplacer ou d’engager le combat, à distance ou au corps à corps.

## Développement et publication
Close Assault est développé par National Microcomputer Associates, une division d’Avalon Hill. Son concept s’inspire de celui du jeu de guerre Squad Leader du même éditeur. Son plateau de jeu est ainsi identique à un de ceux de son modèle, leurs pions se ressemblent et leurs  tours de jeu se déroulent de la même manière. Certains de ses mécanismes de jeu sont en revanche simplifiés par rapport à ceux de Squad Leader. Il est programmé en langage machine. Close Assault est publié par Avalon Hill en 1983 sur Apple II, Atari 8-bit et TRS-80. Outre la disquette (ou la cassette pour la version TRS-80) du jeu, son packaging contient un plateau de jeu, des pions et un manuel d’utilisation.

## Accueil
À sa sortie, Close Assault est plutôt bien accueilli par la presse spécialisée. Le journaliste Bob Proctor du magazine Computer Gaming World le décrit comme une version simplifiée du jeu de guerre Squad Leader qu’il juge « bien fait et stimulant » et dont il souligne la bonne réalisation du plateau et des pions, les nombreuses options de scénarios et la compétence de l’ordinateur qui se révèle être un adversaire à la hauteur. En conclusion, il estime que s’il n’est pas aussi bon que Legionnaire, il reste le meilleur wargame d’Avalon Hill disponible sur Apple II et TRS-80 et le recommande fortement aux joueurs souhaitant découvrir le genre. Le journaliste James Delson du magazine Family Computing le décrit lui aussi comme une adaptation « intéressante et facile à prendre en main » de Squad Leader dont il souligne les avantages par rapport à la version sur table comme la présence d’un véritable brouillard de guerre et la possibilité de jouer seul contre l’ordinateur. Si le journaliste William Harrington du magazine Softalk souligne son absence de graphisme et d’effets sonores, il juge que Close Assault offre une alternative « rafraichissante » au wargame traditionnel grâce à son système hybride qui combine les avantages du jeu sur ordinateur avec ceux du jeu de plateau. Il met également en avant le fait que l’ordinateur constitue un adversaire « extrêmement compétent », qui se révèle difficile à battre même pour un joueur expérimenté, avant de conclure que la complexité et la difficulté du jeu en font un wargame de premier ordre.